# Hyophila ascensionis
Hyophila ascensionis är en bladmossart som beskrevs av Jules Cardot 1911. Hyophila ascensionis ingår i släktet Hyophila och familjen Pottiaceae. Inga underarter finns listade i Catalogue of Life.